# Río Caudal
El río Caudal es un río del norte de España, que discurre por la zona central de Asturias y es afluente del río Nalón. Es famoso por constituir una de las dos grandes cuencas mineras de Asturias, distribuyéndose en sus inmediaciones varios pozos mineros.

## Curso
El río nace en Sovilla, Mieres, a 256 metros de altitud, en la confluencia de los ríos Lena y Aller y discurre durante 20,6 km hasta desembocar en el río Nalón, a la altura de Soto de Ribera. A su paso, atraviesa las localidades de Ujo, Santullano, Mieres, Santa Eulalia, Argame, Figaredo y Soto de Ribera.

## Historia
Por la cuenca del río Caudal circuló el conocido como Tren de la muerte en el verano de 1917. Como medida represiva ante la huelga, desde el tren los soldados disparaban contra cualquier objetivo, animales, mujeres, ancianos y niños incluidos.

## Fauna
Es amplia la presencia de aves en el río Caudal. Entre ellas se encuentran los ánades reales, cormoranes y garzas reales, así como insectos como libélulas y varios tipos de mosquitos.